# 사쿠라성

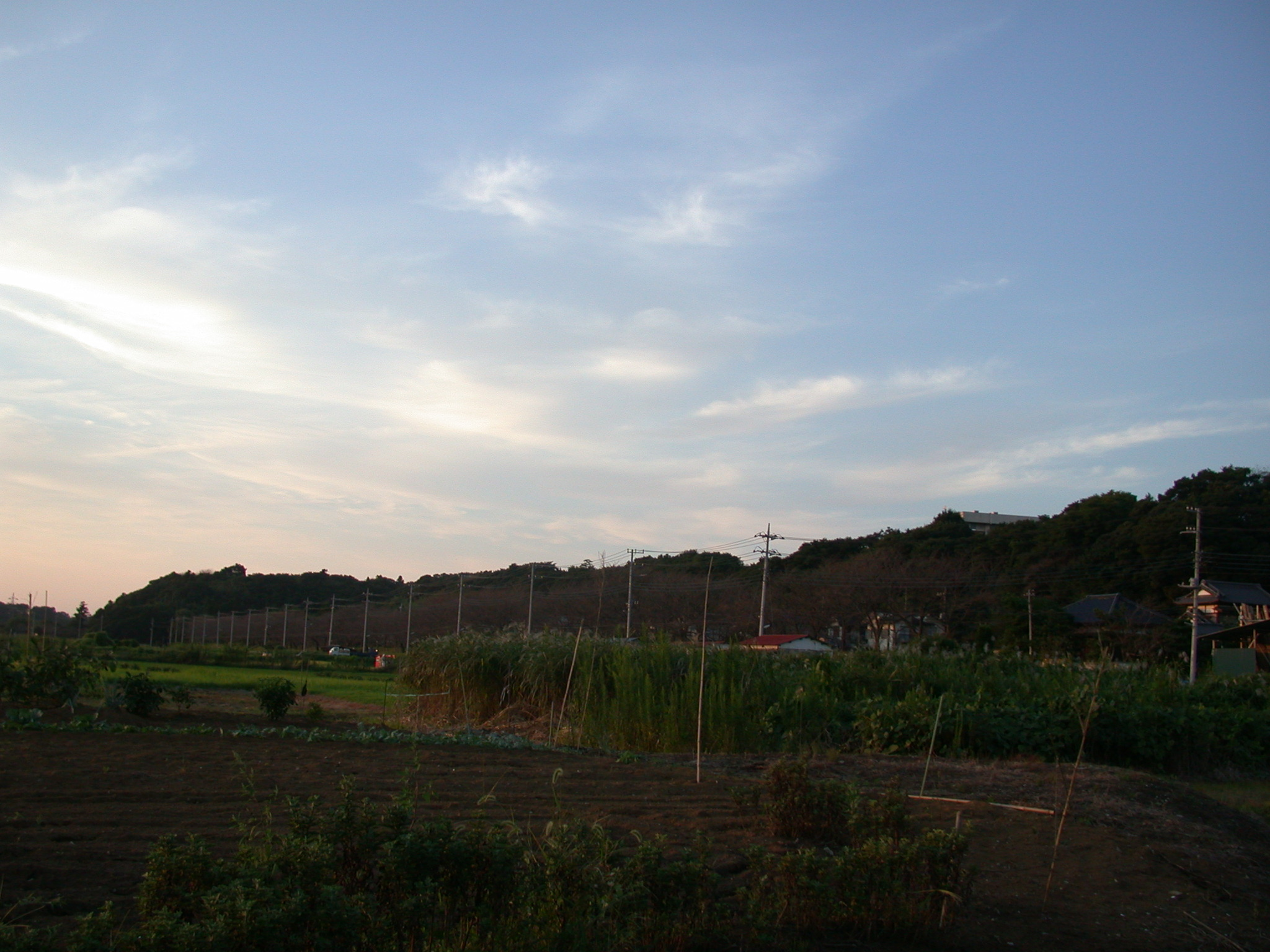
사쿠라 성의 원경

사쿠라성(일본어: 佐倉城, さくらじょう 사쿠라조[*])은 지바현 사쿠라시에 있었던 연곽식 평산성이다. 다른 이름으로는 가시마 성(鹿島城)이다.

## 개요
센고쿠 시대 모토사쿠라 성주 지바 지카타네(지바 가문 26대 당주)가 작은 할아버지뻘에 해당하는 가시마 모토타네에 명하여 축성을 시작하지만, 지카타네가 암살되었기 때문에 공사는 중지되었고, 지바 구니타네(지바 가문 29대 당주) 대에 가서 공사를 재개하려 하지만, 구니타네도 암살되어 다시금 중지되었다. 어느덧 축성예정지에는 가시마 지카토모의 영지라서 〈가시마타이(鹿島台)〉라고 불리게 되었다.
1610년 도쿠가와 이에야스 명을 받은 도이 도시카쓰에 의해 성이 축성되어 마침내 사쿠라 성이 완성되었다. 에도 시대에는 사쿠라번의 번청으로 사용되었다. 성주는 에도 막부의 요직에 있는 인물이 많았다. (상세한 것은 사쿠라 번 참조) 에도 시기 초기에는 성주가 자주 바뀌었고, 초기 성주였던 홋타 가문(堀田氏)이 다시 복권되어 사쿠라 번에 재입봉되었다. 다시 복권된 홋타 가문을 후기 홋타 가문이라고 한다. 이후 메이지 유신에 이르기까지 홋타 가문이 대대로 번주가 되었다. 성곽은 비교적 수수해서 3층 망루가 천수각을 대신하고 있다. 이런 경우는 간토 지방의 요충지를 제외하고는 후다이 다이묘의 각번에서 볼 수 있다.
그러나, 메이지 유신후, 폐성령으로 성이 해체 매각되었다. 그 후, 제국 육군보병 제2연대, 뒤이어 제 57연대(통칭 사쿠라연대)의 주둔지로 되었다. 이 때문에 사쿠라 성의 흔적 대부분이 사라지게 되었다. 1962년 (쇼와 37년) 3월 28일 시 사적지로 지정되었고, 현재 성터 일부에 국립 역사민속 박물관이 건립되어 있다.

## 역사
센고쿠 시대 ~ 아즈치모모야마 시대

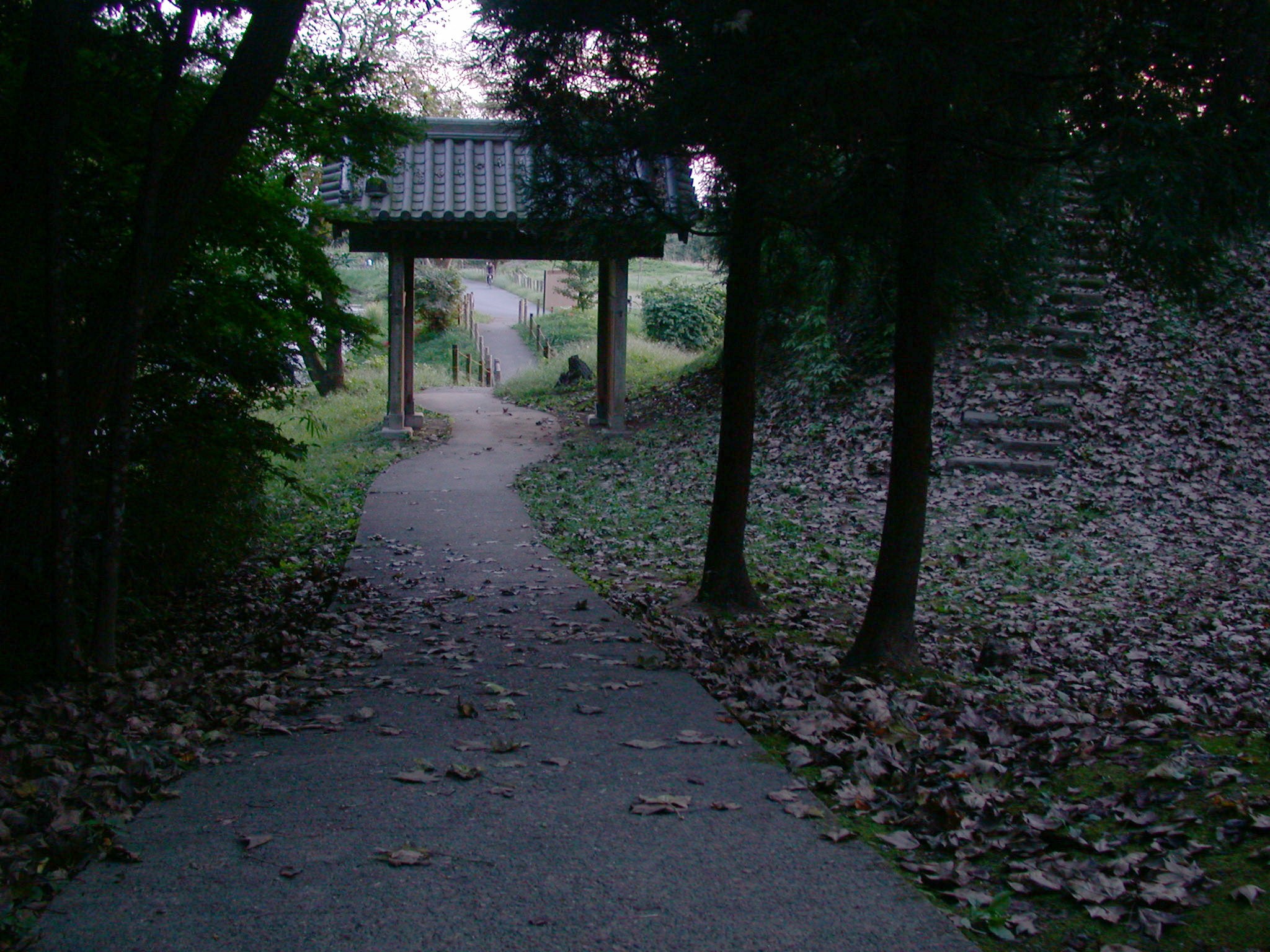
데마루 문

- 1532년 ~ 1554년 무렵에 지바 지카타네의 명을 받은 가시마 도모타네가 성을 축성한다.
- 지바 구니타네가 성의 다시 축성하려 하지만, 1585년 암살되어 공사는 중단된다.

에도 시대
- 1610년 도이 도시카쓰가 성을 축성한다.

메이지 시대 이후
- 1873년 (메이지 6년) 제1군관 도쿄 진다이 사쿠라 분관이 설치되고, 폐성되었다.
- 1962년 (쇼와 37년) 시 사적으로 지정되었다.
- 2006년 (헤세 18년) 4월 6일 일본 100대 명성으로 선정되었다.

## 근년 현황
현재 남아 있는 사쿠라 성의 구조물은 문 하나가 전부이다. 이 문에 관해서도 에도 시대에 지어진 것이지만, 성문은 아니라고 추정된다. 이 같이 남아있는 것이 없지만, 메이지 시대 촬영된 것으로 추정되는 사진이 비교적 많이 남아있다. 건물 터에는 사진이 첨부된 안내 간판이 설치돼 있다. 또, 사쿠라시 시제정 50주년을 기념을 맞이하여 사쿠라 성 재건 촉진협의회 등이 있어 사쿠라 성 재건 계획이 세워져 있지만, 시 재원상 문제로 계획은 백지화되었다. (2004년이 사쿠라 시 제정 50주년이 되는 해이다.)

## 교통
철도
- JR 동일본 사쿠라 역 북부 출구로부터 15분 (역에서 버스 있음)
- 게이세이 전철 게이세이 사쿠라 역 남부 출구로부터 20분 (역에서 버스 있음)

자동차
- 도쿄 방면
  - 히가시 간토 자동차도로 요쓰가이도 나들목에서 국립 역사민속 박물관 이정표를 따라 8km

## 같이 보기
- 모토사쿠라 성
- 국립 역사민속 박물관